# Bubú d'Etiòpia
El bubú d'Etiòpia (Laniarius aethiopicus) és un ocell de la família dels malaconòtids (Malaconotidae).

## Hàbitat i distribució
Habita sabanes denses d'Eritrea, Etiòpia, nord-oest de Somàlia i nord de Kenya.

## Taxonomia
Les diferents subespècies de Laniarius major eren antany incloses dins aquesta espècie, i encara ho són a algunes classificacions, d'aquesta manera Laniarius aethiopicus (sensu lato) rebia el nom comú de bubú tropical (Tropical Boubou), actualment reservat per a Laniarius major, mentre aquesta espècie rep el nom de bubú d'Etiòpia (Ethiopian Boubou). des que han estat considerades espècies diferents, arran Nguembock et al, 2008